# Gajówka Skarżysko Książęce
Gajówka Skarżysko Książęce – część miasta Skarżyska-Kamiennej, usytuowane w północno-środkowej części miasta.
Administracyjnie wchodzi w skład osiedla Place. Jest to niewielkie osiedle w widłach ulic Wiejskiej i Szpitalnej. Znajduje się tu m.in. Szpital Powiatowy im. Marii Skłodowskiej-Curie.